# Gare de Roanne
Gare de Roanne vasútállomás Franciaországban, Roanne településen.

## Vasútvonalak
Az állomást az alábbi vasútvonalak érintik:
- Moret–Lyon-vasútvonal

## Kapcsolódó állomások
A vasútállomáshoz az alábbi állomások vannak a legközelebb:
- Gare du Coteau (Lyon-Perrache pályaudvar)
- Gare de Saint-Germain-des-Fossés (Gare de Moret - Veneux-les-Sablons)
- Gare de Vichy
- Gare de Lyon-Part-Dieu